# Karl Wolfgang Scheiber
Karl Wolfgang Scheiber (* 4. November 1921 in Stanzach; † 4. Februar 2012) war ein österreichischer Autor, Mundartdichter und Regionalpolitiker.

## Leben
Als Sohn des Oldenburgischen Oberjägers Ludwig Scheiber und seiner Frau Anna (geb. Doser) in Stanzach (Lechtal/Tirol) geboren, besuchte er nach Volks- und Hauptschule die Oberrealschule in Innsbruck. Er schrieb zwei utopische Romane, deren  Einnahmen die finanzielle Grundlage für den Aufbau einer Teppichweberei in Stanzach bildeten.
Er war Teilnehmer am Zweiten Weltkrieg und wurde 1946 aus der Gefangenschaft entlassen.

## Politik
Er setzte sich unermüdlich für das Selbstbestimmungsrecht Südtirols ein. 1957 gründete er eine Partei, die „Freie Tiroler Heimatliste“. Ab 1965 war er Landes- und ab 1970 Bundesobmann des Bergiselbundes. In dieser Funktion wurde er 1979 vom damaligen UNO-Generalsekretär Kurt Waldheim in New York empfangen. Für Italien erhielt er deswegen ein ständiges Einreiseverbot. 1966, nach dem Zusammenschluss der Südtirolerverbände zur „Union für Südtirol“, war er deren geschäftsführender Obmann.

## Publikationen
- mit Erhard Saurer: Im All verschollen. Roman, Inn-Verlag, Innsbruck 1947.
- mit Erhard Saurer: Turbinen heulen auf! Duell auf der Rennbahn. Roman der nahen Zukunft, Inn-Verlag, Innsbruck 1948.